# 이케다 노부야스
이케다 노부야스(일본어: 池田 伸康, 1970년 5월 18일 ~ )는 일본의 전 축구 선수이다.

## 구단 경력
1993년 J1리그의 우라와 레즈에 입단하였다. 1999년까지 107경기에 나서 4득점을 넣었다. 2000년 가와사키 프론탈레로 이적했다. 2000년에 J리그컵 준우승. 2001년부터 2002년까지 J2리그의 미토 홀리호크에서 뛰었다.

## 지도자 경력
2024년 10월 우라와 레즈의 감독으로 취임하였다.